# Ан Сен Нам
Ан Сен Нам (7 июля 1912 год, провинция Северный Хамгён, Корея — 8 января 1997 года) — агроном колхоза имени Будённого Нижне-Чирчикского района Ташкентской области, Узбекская ССР. Герой Социалистического Труда (1949).

## Биография
Родился в 1912 году в крестьянской семье в провинции Северный Хамгён, Корея (в советских документах — родился в 1914 году в деревне Самир Хабаровского уезда Приморской области). С 1928 года трудился колхозником, трактористом, кладовщиком в колхозе «Красный Восток» Хабаровского района в деревне Самир. В 1935 году получил среднее образование.
В 1937 году депортирован в Северо-Казахстанскую область. Трудился счетоводом, бригадиром в колхозе «Красный Восток» Петропавловского района (1937—1944). В 1940 году вступил в ВКП(б). В 1944 году переехал в Ташкентскую область, где работал бригадиром, агрономом в колхозе имени Будённого Нижне-Чирчикского района (1944—1953).
В 1948 году применил передовые агрономические методы, в результате чего в колхозе имени Будённого было собрано в среднем по 82 центнеров риса на площади 40 гектаров. Указом Президиума Верховного Совета СССР от 18 мая 1949 года удостоен звания Героя Социалистического Труда с вручением ордена Ленина и золотой медали «Серп и Молот».
С 1953 года обучался в Ташкентской средней сельскохозяйственной школе по подготовке председателей колхозов, после которой продолжил трудиться агрономом в колхозе имени Будённого Нижне-Чирчикского района. В 1958 году назначен председателем этого же колхоза. С 1960 года — агроном колхоза имени Ленина Нижне-Чирчикского района и с 1962 по 1990 года — старший агроном колхоза «Заря коммунизма» Аккурганского района.
Неоднократно участвовал во Всесоюзной выставке ВДНХ.
В 1970-е годы избирался депутатом Ташкентского областного Совета народных депутатов.
Скончался в июне 1997 году. Похоронен на кладбище колхоза «Гулистан» (бывший колхоз «Заря коммунизма») Куйирчикского района.

## Награды
- Герой Социалистического Труда
- Орден Ленина
- Орден Октябрьской Революции (1978)
- Орден Трудового Красного Знамени (1972)
- Медаль «За доблестный труд в Великой Отечественной войне 1941—1945 гг.»
- Медаль «В ознаменование 100-летия со дня рождения Владимира Ильича Ленина»
- Серебряная (1976) и бронзовая медали ВДНХ (дважды — 1972, 1973).
- Почётная грамота Президиума Верховного Совета Узбекской ССР (1959)